# Sphegina platychira
Sphegina platychira är en tvåvingeart som beskrevs av Szilady 1937. Sphegina platychira ingår i släktet midjeblomflugor, och familjen blomflugor. Inga underarter finns listade i Catalogue of Life.